# Brasema nigripurpurea
Brasema nigripurpurea är en stekelart som först beskrevs av Girault 1913.  Brasema nigripurpurea ingår i släktet Brasema och familjen hoppglanssteklar. Inga underarter finns listade.